# Klinkenbelt
De Klinkenbelt is een heuvel in de gemeente Hellendoorn in de Nederlandse provincie Overijssel. De heuvel ligt ten noordwesten van Nijverdal, ten zuidwesten van de plaats Hellendoorn en ten noorden van de N35. De heuvel is onderdeel van de Sallandse Heuvelrug, maar ligt niet in het Nationaal Park Sallandse Heuvelrug.
De heuvel heeft een hoogte van 46,2 meter boven de zeespiegel. In de periode 19e eeuw was de heuvel 52 meter hoog.
Ten noorden van de Klinkenbelt ligt op ongeveer een kilometer afstand de heuvel Stoepaars. Ten zuidoosten ligt op ongeveer een kilometer afstand de Nijverdalse Berg met tussen beide de doorsnijding van de spoorlijn Zwolle - Almelo en N35.